# Die dritte Generation
Die dritte Generation ist eine Schwarze Komödie von Rainer Werner Fassbinder über politischen Untergrund und Terrorismus aus dem Jahr 1979. Der Film wurde in Cannes uraufgeführt.

## Handlung
West-Berlin, im Winter 1978/79: die RAF-Terroristen der dritten Generation sind eine lokale Gruppe gelangweilter junger Leute. Sie entstammen unterschiedlichen Verhältnissen: Rudolf Mann ist Verkäufer in einem Musikgeschäft, Petra Vielhaber die Ehefrau eines Bankdirektors. Der selbsternannte Komponist Edgar Gast lebt mit seiner Familie bei den Eltern, sein Vater ist Polizeikommissar Gerhard Gast. Dann die Geschichtslehrerin Hilde Krieger und Susanne Gast – die Frau von Edgar und Sekretärin eines amerikanischen Computerkonzerns. Dazu stoßen der in Afrika ausgebildete Terrorist Paul und zwei entlassene Bundeswehrsoldaten – der Afrodeutsche Franz Walsch und Bernhard von Stein. Anführer der Gruppe ist August Brem (ein Agent Provocateur). Als Erkennungszeichen haben sie Arthur Schopenhauers „Die Welt als Wille und Vorstellung“ gewählt, dennoch fehlen der Gruppe die politischen Ideen und gesellschaftliche Utopien.
Ihre Aktionen führt die Dritte Generation in West-Berlin aus. Drei Mitglieder erbeuten Pässe in einem Einwohnermeldeamt. Einen Rückschlag erlebt die Zelle, als Paul in einem Lokal von einem Killerkommando der Polizei unter Kommissar Gast erschossen wird. Die Gruppe wandert daraufhin in den Untergrund. Die vormalige Wohnung der Gruppe wird von Kommissar Gast und seinen Leuten durchsucht. Sie treffen nur noch den verwirrten Bernhard an. 
Die verkleideten und mit neuen Identitäten ausgestatteten Angehörigen der Dritten Generation erbeuten Geld bei einem Banküberfall in der Bank von Petras Ehemann Hans Vielhaber. 
Petra streckt Hans mit mehreren Schüssen nieder, wird aber im Rathaus Schöneberg von der Polizei erschossen, als sie dort einen von Franz gebauten Sprengsatz platzieren will, den ihr August übergeben hat. 
Bernhard hatte zuvor heimlich ein Treffen von P. J. Lurz und August und dann die Übergabe der Bombe von Franz an August in einem asiatischen Restaurant beobachtet.
Franz wird kurz darauf am Grab seiner heroinabhängigen Freundin von der Polizei erschossen. Bernhard konfrontiert schließlich Kommissar Gast damit, dass er das Spiel durchschaut und August Brem als Verräter der Gruppe erkannt hat, bezahlt dies aber ebenfalls mit seinem Leben: Gast wirft Bernhard über das Geländer ins Treppenhaus. 
Brem lässt sich sein Doppelspiel von dem US-amerikanischen Unternehmer Peter Lurz bezahlen, der seine Fahndungscomputer in der BRD absetzen möchte und daher die Terroranschläge unterstützt. Die revolutionäre Zelle hat er gemeinsam mit Kommissar Gast gegründet, der die Terroristen verfolgt. Um die Behörden der BRD zum Kauf neuer Computer zu nötigen, wird der US-Unternehmer Lurz entführt, der von der Absprache Bescheid weiß. Die verbleibenden Mitglieder der Gruppe drehen ein Bekennervideo, in dem sich der Computervertreter als Geisel an die Öffentlichkeit wendet und bekannt gibt, er „werde hier gefangen gehalten im Namen des Volkes und zum Wohle desselben“.

## Entstehungsgeschichte
Die dritte Generation realisierte Fassbinder nach der Gemeinschaftsproduktion Deutschland im Herbst, in der sich zahlreiche bekannte Filmemacher mit den Ereignissen des Herbstes 1977 auseinandergesetzt hatten. Der Titel des Films bezieht sich auf eine von Fassbinder erfundene dritte Generation von Terroristen, in Anspielung auf die zweite Generation der Rote Armee Fraktion, die zum Produktionszeitpunkt aktiv war (die reale dritte Generation der RAF trat erst in den 1980er Jahren in Erscheinung). Der Film wurde Anfang 1979 in Berlin abgedreht. Seine Komödie in sechs Teilen um Gesellschaftsspiele voll Spannung, Erregung und Logik, Grausamkeit und Wahnsinn, ähnlich den Märchen, die man Kindern erzählt, ihr Leben zum Tode ertragen zu helfen gliederte er in Kapitel mit Sprüchen, die er während der Dreharbeiten auf öffentlichen Toiletten fand. Diese Dokumente wurden von zeitgenössischen Kritikern als Symbol für eine kaputte Sexualität beziehungsweise als Versuch Fassbinders gedeutet, seine Ängste abzureagieren.
Als der WDR und der Senat von Berlin über den Inhalt des Films in Kenntnis gesetzt wurden, stornierten sie ihre finanziellen Zusagen für das Projekt. Fassbinder machte daraufhin Schulden und produzierte Die dritte Generation allein. Schauspieler Volker Spengler, der August Brem spielte, wertete dies als eine Art subtile Zensur. Fassbinder warb mit dem Satz „Ich werfe keine Bomben, ich mache Filme“ für Die dritte Generation.

## Kritiken
Der Film wurde am 13. Mai 1979 bei den Filmfestspielen von Cannes außerhalb des Wettbewerbs uraufgeführt. Amerikanische und französische Kritiker priesen den Film als aufregendsten des Festivals. „Eine wirkungsvolle, kinematographische Stilübung und einer der erschreckendsten politischen Filme, die wir je von jenseits des Rheins zu sehen bekommen haben“, so die französische Tageszeitung Le Figaro. Die bundesdeutsche Filmkritik lehnte Die dritte Generation überwiegend ab, als dieser am 14. September 1979 in den Kinos startete. Fassbinder habe in seiner Komödie nichts Wesentliches zu sagen und verwirre in ihrer Erzählweise, so Joe Hill (film-dienst). „Für Fassbinder sind die Terroristen naive Kinder, die Frauen vorwiegend hysterisch, die Männer schlechte Kopien jener bekannten Zigarettenreklamefiguren, die ihren Weg gehen.“ Bei der Zeit traf der Film auf wenig Gegenliebe. Der Film sei eine „absurde Farce“ und man frage sich, ob Fassbinders Inszenierung in Hinblick auf die Entführungsszene die an das Schleyer-Drama erinnere, geschmacklos sei. Die dritte Generation sei Komödie, Melodram, Dokumentarfilm und Tagebuch zugleich und manchmal „so unbeschreiblich verrückt, als hätten sich Jerry Lewis und Robert Bresson zusammengetan“. Der Spiegel fühlte sich an Werke Jean-Luc Godards und Claude Chabrols Thriller Nada (1974) sowie technisch an Fassbinders letzten Film In einem Jahr mit 13 Monden (1978) erinnert, der Film sei aber genauso verwirrend wie seine Thesen. „‚Die dritte Generation‘ ist ein Kahlschlag, rigoros und schrill.“ Bedeutend positiver äußerte sich Wolfram Schütte (Frankfurter Rundschau), der den Film als „ein eiskaltes Stück Kino, modernes, aktuelles Kino aus der Bundesrepublik unserer Tage“ rezensierte.